# Lincoln (Montana)
Lincoln és una concentració de població designada pel cens dels Estats Units a l'estat de Montana. Segons el cens del 2000 tenia 1.100 habitants.

## Demografia
Segons el cens del 2000, Lincoln tenia 1.100 habitants, 480 habitatges, i 315 famílies. La densitat de població era de 23,7 habitants per km².
Dels 480 habitatges en un 27,7% hi vivien nens de menys de 18 anys, en un 55,4% hi vivien parelles casades, en un 7,3% dones solteres, i en un 34,2% no eren unitats familiars. En el 29,6% dels habitatges hi vivien persones soles el 10,6% de les quals corresponia a persones de 65 anys o més que vivien soles. El nombre mitjà de persones vivint en cada habitatge era de 2,28 i el nombre mitjà de persones que vivien en cada família era de 2,83.
Per edats la població es repartia de la següent manera: un 25,1% tenia menys de 18 anys, un 3,6% entre 18 i 24, un 24,6% entre 25 i 44, un 30,9% de 45 a 60 i un 15,7% 65 anys o més.
L'edat mediana era de 43 anys. Per cada 100 dones de 18 o més anys hi havia 107,6 homes.
La renda mediana per habitatge era de 26.688 $ i la renda mediana per família de 32.784 $. Els homes tenien una renda mediana de 24.583 $ mentre que les dones 15.227 $. La renda per capita de la població era de 14.243 $. Aproximadament el 17,4% de les famílies i el 21,2% de la població estaven per davall del llindar de pobresa.

## Poblacions més properes
El següent diagrama mostra les poblacions més properes.